# جيتيندرا كركي
جيتيندرا كركي (بالنيبالية: जितेन्द्र कार्की)‏ هو لاعب كرة قدم نيبالي في مركز الدفاع، ولد في 26 أغسطس 1987. شارك مع منتخب نيبال لكرة القدم. أما مع النوادي، فقد لعب مع New Road Team ‏.

## وصلات خارجية
- جيتيندرا كركي على موقع قاعدة بيانات كرة القدم.إي يو (الإنجليزية)
- جيتيندرا كركي على موقع ناشيونال فوتبول تيمز (الإنجليزية)